# El Piste
El Piste är en ort i Mexiko.   Den ligger i kommunen San Pedro Pochutla och delstaten Oaxaca, i den sydöstra delen av landet, 500 km sydost om huvudstaden Mexico City. El Piste ligger 266 meter över havet och antalet invånare är 147.
Terrängen runt El Piste är huvudsakligen kuperad, men åt sydväst är den platt. Runt El Piste är det ganska tätbefolkat, med 86 invånare per kvadratkilometer. Närmaste större samhälle är San Pedro Pochutla, 9,7 km söder om El Piste. I omgivningarna runt El Piste växer huvudsakligen savannskog.